# Rugby club vannetais
Maillots
Actualités
Dernière mise à jour : 28 août 2024.
Le Rugby Club vannetais (RCV) est un club français de rugby à XV basé à Vannes dans le Morbihan. Il évolue en 2024-2025 en Top 14.
Fondé en 1950, il devient lors de la saison 2016-2017 le premier club breton à évoluer au niveau professionnel en raison de sa montée en Pro D2. A l'issue de la saison 2023-2024, il accède pour la première fois au Top 14 après son titre de champion de Pro D2.
Depuis son accession au niveau professionnel, le club sportif se divise en deux entités : le Rugby Club Vannes Sud Bretagne en tant que société anonyme sportive professionnelle, et le Rugby Club vannetais en tant qu'association sportive.
Le Rugby Club Vannes évolue au stade de la Rabine, depuis la saison 2015-2016, et s'entraîne au D'Aucy Park, le centre de performance du groupe professionnel.
L'association du club, elle, est basée au stade Jo-Courtel.

## Historique
Fondé le 15 octobre 1950, le Rugby Club Vannes parvient, en 1953, en demi-finale du championnat de France honneur puis il est contraint de se mettre en sommeil, faute de joueurs et d'adversaires, la guerre d'Indochine prenant beaucoup d'hommes.
Recréé en 1962, il est promu en troisième division en 1970 et s'y maintient jusqu'en 1980 où il est rétrogradé en championnat honneur régional.
En 1981, qualifié pour le championnat de France honneur, il retrouve la 3e division en éliminant l'US Berry.
En 1997, le RC Vannes accède enfin à la 2e division, en éliminant le Stade hendayais, qui deviendra 2e division fédérale après la création d'un championnat professionnel en 2000.
Après une saison 2000-2001 difficile en 2e division fédérale où le club termine 9e de poule après une victoire détonante à Évreux 20 à 0. Lors de la saison 2001-2002, il termine 2e de poule, place qui lui permet de disputer, pour la première fois, les play-off pour accéder à la Fédérale 1.
En 2006, le RC Vannes accède à la Fédérale 1.

### Montée en Pro D2 et plusieurs fois demi-finaliste (2016-2024)
En 2015, l'ambition déclarée des dirigeants est la Pro D2. Lors de la demi-finale aller, le 8 mai 2016, le RCV s'impose sur la pelouse de Massy 32 à 31. Pour le match retour, le 14 mai 2016, Vannes bat Massy 25 à 13 au stade de la Rabine et accède donc à la Pro D2, une grande première pour un club breton depuis l'avènement du professionnalisme dans le rugby.
À la suite de l'accession du club au niveau professionnel, ce dernier se divise en deux entités : le Rugby Club Vannes Sud Bretagne est créé en tant que Société anonyme sportive professionnelle, tandis que le Rugby club vannetais subsiste en tant qu'association sportive.
En juin 2016, Olivier Cloarec est élu président de la SASP tandis que François Cardron, qui occupait ce poste jusqu'alors, devient le directeur général. Il est remplacé en mars 2017 par Martin Michel, ancien capitaine de l'équipe de Fédérale 1, à ce poste.
Lors de la saison 2018-2019, le RCV s'impose contre le Stade montois en barrages le 12 mai 2019 au stade de la Rabine (victoire 50-10) et se qualifie pour la première fois de son histoire en demi-finale, mais s’incline face au leader Brive (défaite 20-40) le 19 mai 2019 au stade Amédée-Domenech.
En 2019-2020, Vannes termine huitième du championnat.
En 2020-2021, Le RCV termine deuxième au classement de Pro D2, et se qualifie directement en demi-finale contre le Biarritz olympique. À domicile, Vannes s'incline en toute fin de rencontre d'un point face aux Biarrots (défaite 33-34).
En 2021-2022, Le club se renforce en recrutant le demi de mêlée international sud-africain Rudy Paige. La saison est une déception et le RCV termine à la onzième place du championnat à l'issue de la saison régulière, échouant ainsi à se qualifier pour les barrages.
En 2022-2023, Vannes termine cinquième de la saison régulière et retrouve le dernier carré de la compétition en éliminant en barrages Nevers sur son propre terrain (victoire 17-20) avant de s'incliner contre le leader Oyonnax (défaite 26-21).

### Champion de France de Pro D2 et montée historique en Top 14 (depuis 2024)
En 2024, après avoir été en tête du classement pendant 22 journées dont une série ininterrompue de 14 journée, le club termine 2e de la saison régulière. Il accède pour la toute première fois à la finale de Pro D2, en battant l'AS Béziers en demi-finale 27-21. Dans la foulée, le club bat le FC Grenoble en finale 16-9, remporte le championnat et accède ainsi au Top 14 pour la première fois de son histoire.
Le club gagne le premier match de son histoire en Top 14 en battant le LOU 30-20 le 21 septembre 2024. Le 7 décembre, Vannes joue le premier match européen de son histoire contre les Black Lion, club géorgien. Le 22 février 2025, après une première partie de saison difficile, le club breton bat le Montpellier HR et quitte, de manière provisoire, la dernière place du Top 14. Dernier, Vannes lutte pour se maintenir avec Perpignan. Lors de la 26e journée du championnat, Vannes est battu 59-28 par l'Union Bordeaux Bègles et finissant 14e, le club est relégué en 2e division pour la saison 2025-2026 .

## Identité visuelle

### Couleurs et maillots
Depuis sa montée en Pro D2, le Rugby Club Vannes met un point d'honneur à représenter la Bretagne. Les couleurs du club, le bleu et le blanc pour les maillots domicile, évoquent la mer et le ciel bretons. Les maillots extérieurs arborent le Gwenn ha du, symbolisant l'union des pays bretons.

### Logo
Le premier logo du club remonterait environ aux années 1954 et 1955.
En 1970, un logo est apposé sur les maillots du club, il sert d'inspiration en 2020 pour célébrer les 70 ans du club.
À l'occasion du dernier match de la saison 2021-2022, le 6 mai, un nouveau logo est instauré. Blasonné, il est constitué de deux formes ovales entremêlées incluant les traits de la tête d'une hermine, animal emblème de la Bretagne.

Évolution du logo
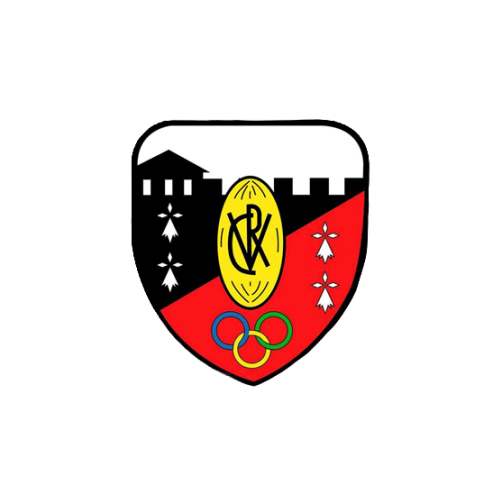
Logo du club entre 1950 et 1965.
Logo du club entre 1965 et 1975.
Logo du club entre 1975 et 1990.
Logo du club entre 1990 et 2004.
Logo du club entre 2004 et 2013.
Logo du club entre 2013 et 2022>.
Logo du club instauré en 2022.

## Palmarès

### Détail du palmarès
- Championnat de France de deuxième division :
  - Champion : 2024

### Finales disputées
| Date de la finale | Vainqueur | Score  | Finaliste   | Lieu de la finale             | Spectateurs |
| ----------------- | --------- | ------ | ----------- | ----------------------------- | ----------- |
| 8 juin 2024       | RC Vannes | 16 - 9 | FC Grenoble | Stade Ernest-Wallon, Toulouse | 19 000      |

## Personnalités du club

### Effectif professionnel 2024-2025
| Nom                      | Naissance          | Nationalité sportive | Sélections (points) | Dernier club          | Arrivée au club (année) |
| Talonneurs               | Talonneurs         | Talonneurs           | Talonneurs          | Talonneurs            | Talonneurs              |
| ------------------------ | ------------------ | -------------------- | ------------------- | --------------------- | ----------------------- |
| Théo Béziat              | 11 mai 1994        | France               | -                   | Provence Rugby        | 2020                    |
| Cyril Blanchard          | 22 juillet 1989    | France               | -                   | US Bressanne          | 2017                    |
| Pat Leafa                | 16 mars 1989       | Nouvelle-Zélande     | -                   | Melbourne Rebels      | 2017                    |
| Louis-Marie Suta         | 29 décembre 2002   | France               | -                   | Formé au club         | 2022                    |
| Piliers                  |                    |                      |                     |                       |                         |
| Charlesty Berguet        | 13 janvier 2000    | Belgique             |                     | Stade montois         | 2022                    |
| Simon Bourgeois          | 30 novembre 2001   | France               | -                   | Formé au club         | 2022                    |
| Hugo Djehi               | 30 juin 1998       | France               | -                   | Colomiers             | 2024                    |
| Phil Kite                | 24 avril 1993      | Tonga                |                     | Northland             | 2017                    |
| Santiago Medrano         | 6 mai 1996         | Argentine            |                     | Western Force         | 2024                    |
| Thomas Moukoro           | 1er janvier 2002   | France               | -                   | Racing 92             | 2024                    |
| Pagakalasio Tafili       | 8 mars 1987        | France               | -                   | SC Tulle              | 2016                    |
| Mako Vunipola            | 14 janvier 1991    | Angleterre           |                     | Saracens              | 2024                    |
| Deuxièmes lignes         |                    |                      |                     |                       |                         |
| Anton Bresler            | 16 février 1988    | Namibie              | -                   | Racing 92             | 2023                    |
| Mattéo Desjeux           | 26 janvier 2002    | France               | -                   | Formé au club         | 2021                    |
| Eric Marks               | 9 décembre 1996    | Allemagne            |                     | Stade rochelais       | 2019                    |
| Fabrice Metz             | 23 janvier 1991    | France               |                     | Section paloise       | 2024                    |
| Timothé Mézou            | 20 septembre 2002  | France               | -                   | Formé au club         | 2024                    |
| Matthieu Uhila           | 30 avril 2002      | France               | -                   | Montpellier HR        | 2023                    |
| Christiaan Van Der Merwe | 9 septembre 1996   | Afrique du Sud       | -                   | USON Nevers Rugby     | 2024                    |
| Troisièmes lignes aile   |                    |                      |                     |                       |                         |
| Simon Augry              | 22 août 1997       | France               | -                   | Biarritz olympique    | 2024                    |
| Jean-Maurice Decubber    | 10 septembre 1996  | Belgique             |                     | RC Massy              | 2023                    |
| Joe Edwards              | 21 septembre 1993  | Nouvelle-Zélande     | -                   | Provence Rugby        | 2020                    |
| Francisco Gorrissen      | 30 août 1994       | Argentine            |                     | Belgrano AC           | 2021                    |
| Juan Bautista Pedemonte  | 14 mars 2000       | Argentine            |                     | Jaguares              | 2022                    |
| Troisièmes lignes centre |                    |                      |                     |                       |                         |
| Léon Boulier             | 23 août 2001       | France               | -                   | Formé au club         | 2021                    |
| Karl Chateau             | 15 juin 1992       | France               | -                   | Colomiers             | 2022                    |
| Sione Kalamafoni         | 18 mai 1988        | Tonga                |                     | Scarlets              | 2023                    |
| Kitione Kamikamica       | 27 avril 1996      | Fidji                |                     | Racing 92             | 2024                    |
| Demis de mêlée           |                    |                      |                     |                       |                         |
| Alexandre Gouaux         | 15 février 1999    | France               | -                   | Anglet ORC            | 2021                    |
| Jules Le Bail            | 9 décembre 1992    | France               | -                   | Stade rochelais       | 2023                    |
| Michael Ruru             | 3 décembre 1990    | Nouvelle-Zélande     | -                   | Aviron bayonnais      | 2023                    |
| Demis d'ouverture        |                    |                      |                     |                       |                         |
| Jean Cotarmanac'h        | 9 avril 2005       | France               | -                   | Formé au club         | 2023                    |
| Thibault Debaes          | 30 novembre 2001   | France               | -                   | Section paloise       | 2023                    |
| Maxime Lafage            | 1er septembre 1994 | France               | -                   | Aviron bayonnais      | 2022                    |
| Massimo Ortolan          | 13 octobre 1998    | France               | -                   | RC Massy              | 2023                    |
| Centres                  |                    |                      |                     |                       |                         |
| Alex Arrate              | 24 juin 1997       | France               | -                   | Stade français        | 2023                    |
| Iñaki Ayarza             | 7 septembre 1999   | Chili                |                     | Soyaux-Angoulême      | 2024                    |
| Théo Costossèque         | 26 avril 2000      | France               | -                   | Aviron bayonnais      | 2022                    |
| Francis Saili            | 16 février 1991    | Nouvelle-Zélande     |                     | Racing 92             | 2024                    |
| Robin Taccola            | 4 mai 2005         | France               |                     | Formé au club         | 2023                    |
| Sacha Valleau            | 8 octobre 1996     | France               | France à 7          | France à 7            | 2021                    |
| Tani Vili                | 31 octobre 2000    | France               | -                   | Union Bordeaux Bègles | 2024                    |
| Ailiers                  |                    |                      |                     |                       |                         |
| Martin Alonso            | 2 décembre 1999    | Espagne              |                     | Stade rochelais       | 2023                    |
| Théo Bastardie           | 26 février 2000    | Brésil               |                     | Formé au club         | 2020                    |
| Enzo Benmegal            | 28 octobre 2003    | France               | -                   | Racing 92             | 2023                    |
| Romaric Camou            | 9 octobre 1996     | France               | -                   | USON Nevers           | 2022                    |
| Filipo Nakosi            | 8 avril 1992       | Fidji                |                     | Castres olympique     | 2024                    |
| John Porch               | 4 mars 1994        | Australie            | Australie à sept    | Connacht Rugby        | 2025                    |
| Salesi Rayasi            | 25 septembre 1996  | Nouvelle-Zélande     | -                   | Hurricanes            | 2024                    |
| Arrières                 |                    |                      |                     |                       |                         |
| Gwenaël Duplenne         | 31 janvier 1998    | France               | -                   | Formé au club         | 2011                    |
| Paul Surano              | 25 août 1998       | France               | -                   | Rouen NR              | 2023                    |

### Joueurs emblématiques

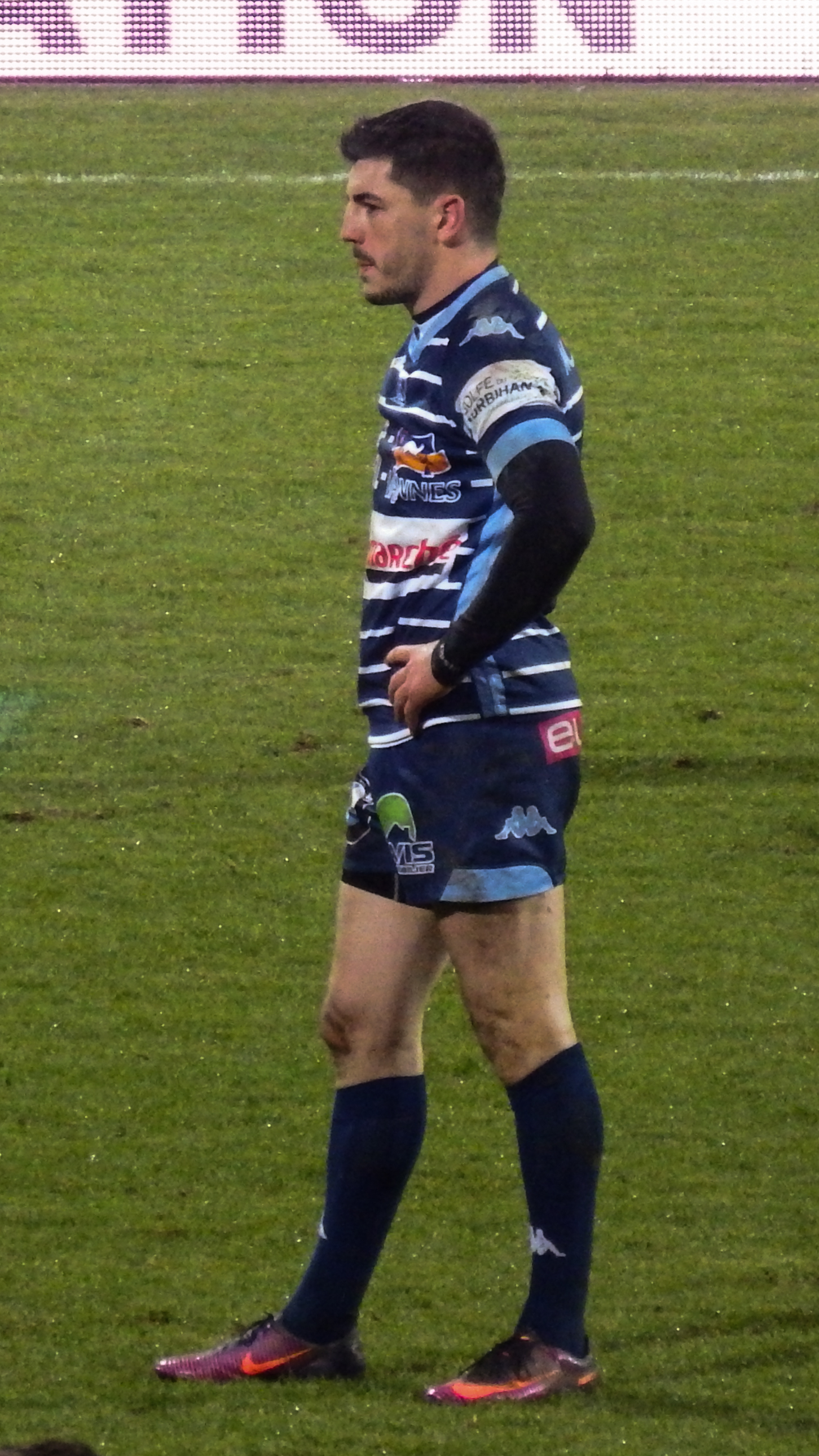
Anthony Bouthier, révélé sous le maillot vannetais.

- Jo Courtel
- Jean-Louis Bouché
- André Carrié
- Jean-Yves Gauthier
- Jean Bodard
- Scott Clare
- Gilles Sausseau
- Jean-Baptiste Claverie
- Carlos Muzzio
- Alain Berthe
- François Bourdrel
- Anthony Bouthier
- Manoa Vosawai
- Kévin Burgaud
- Christopher Hilsenbeck
- Jules Le Bail
- Clément Payen
- Patrick Leafa
- Jérémie Abiven
- Phil Kité
- Pagakalasio Tafili
- Setefano Tone
- Eric Marks
- Rémi Picquette
- Pierre Popelin
- Joe Edwards
- Cyril Blanchard
- Gwenaël Duplenne
- Rodrigo Bruni
- Nicolás Freitas
- Francisco Gorrissen
- Andrés Vilaseca

### Entraîneurs
Les personnes suivantes se succèdent au poste d'entraineur(s) et d'adjoint(s) du club :
| Saisons           | Entraîneur(s)                                              | Adjoint(s)                                                                                             |
| 1950 - 1953       | Edmond Gauthier                                            | |
| 1953 - 1962       | Club à l'arrêt à la suite de la guerre d'Indochine         | |
| 1962 - 1966       | Edmond Gauthier                                            | |
| 1966 -1973        | Jean-Louis Bouché                                          | |
| 1973 - 1974       | Robert Galy                                                | |
| 1974 - 1975       | René Neve, Jean-Louis Bouché, Alain Berthe et Jacques Jean | René Neve, Jean-Louis Bouché, Alain Berthe et Jacques Jean                                             |
| 1975 - 1976       | René Neve                                                  | |
| 1976 - 1977       | Jean-Louis Bouché                                          | |
| 1977 - 1979       | Daniel Jérôme                                              | |
| 1979 - 1984       | Robert Maury                                               | |
| 1984 - 1987       | Jean-Marc Ratton                                           | |
| 1987 - 1992       | Guy Philippe                                               | |
| 1992 - 1993       | Guy Philippe et René Neve                                  | |
| 1993 - 1994       | Bernard Gauthier et Alain Le Garrec                        | |
| 1994 - 1996       | Jean-Yves Gauthier, Michel Gauthier et Bernard Gauthier    | Jean-Yves Gauthier, Michel Gauthier et Bernard Gauthier                                                |
| 1996 - 1998       | Jean-Yves Gauthier et Michel Gauthier                      | |
| 1998 - 1999       | Jean-Yves Gauthier                                         | |
| 1999 - févr. 2000 | Sébastien Labarussias et Philippe Marciniak                | |
| Févr. - juin 2000 | Sébastien Labarussias                                      | |
| Juil. - août 2000 | Thierry Gâtineau                                           | |
| Août 2000 - 2001  | Charles Monnier Pierrick Moison                            | |
| 2001 - 2002       | Charles Monnier Didier Comby Goulven Le Garrec             | |
| Juil. - nov. 2002 | Charles Monnier Didier Comby                               | |
| Nov. 2002 - 2003  | Yann Moison                                                | |
| 2003 - 2004       | Yann Moison Didier Comby                                   | |
| 2005 - 2007       | Jean-Noël Spitzer                                          | Goulven Le Garrec                                                                                      |
| 2007 - 2012       | Jean-Noël Spitzer                                          | Esteban Devich                                                                                         |
| 2012 - 2015       | Jean-Noël Spitzer                                          | Esteban Devich Wilfrid Lahaye                                                                          |
| 2015 - 2017       | Jean-Noël Spitzer                                          | Wilfrid Lahaye (adjoint)                                                                               |
| 2017 - 2018       | Jean-Noël Spitzer                                          | Wilfrid Lahaye (adjoint) Goulven Le Garrec (skills)                                                    |
| 2018 - 2021       | Jean-Noël Spitzer                                          | Gerard Fraser (arrières) Goulven Le Garrec (skills)                                                    |
| 2021 - 2022       | Jean-Noël Spitzer                                          | Gerard Fraser (arrières) Tom Palmer (avants) Goulven Le Garrec (skills)                                |
| 2022 - 2023       | Jean-Noël Spitzer                                          | Yoann Boulanger (arrières) Tom Palmer (avants) Goulven Le Garrec (skills)                              |
| 2023-             | Jean-Noël Spitzer                                          | Yoann Boulanger (arrières) Mathieu Cidre (avants) Goulven Le Garrec (skills) Mikaele Tuugahala (mêlée) |

### Présidents
Les personnes suivantes se succèdent au poste de président du club :
- 1950 - 1955 :  Jean Philippon
- 1962 - 1964 :  Jean Berger
- 1964 - 1973 :  Jo Courtel
- 1973 - 1975 :  Guy Bonnefous
- 1975 - 1980 :  Gustave Cap
- 1980 - 1983 :  Jean-Louis Bouché
- 1983 - 1991 :  Jacques Berthe
- 1991 - 1993 :  François Meyer
- 1993 - 2012 :  Alain Berthe
- 2012 :  François Coville
- 2012 - 2016 :  François Cardron
- 2016 - :  Olivier Cloarec

## Évolution du budget
| Saison | 2020-2021 | 2021-2022 | 2022-2023 | 2023-2024 | 2024-2025 |
| Budget | 8 M€      | 9,5 M€    | 11 M€     | 12 M€     | 19 M€     |

## Structures

### Stades

#### Stade Jo-Courtel
Le Rugby Club vannetais élit domicile vers 1970 au stade Saint-Guen.
Il est renommé stade Jo-Courtel en 1983.
Alors que l'équipe première déménage au stade de la Rabine dans les années 2010, il reste un élément clé des infrastructures du club, servant de centre d’entraînement principal pour l’équipe professionnelle et les jeunes du centre de formation. Le complexe dispose de plusieurs terrains, d’une salle de musculation moderne, ainsi que d’installations dédiées à la préparation physique et à la récupération.
Si le l'équipe première évolue désormais à La Rabine, Jo-Courtel demeure un site central pour la formation et la performance, garantissant aux joueurs des infrastructures adaptées à l’exigence du Top 14.

#### Stade de la Rabine

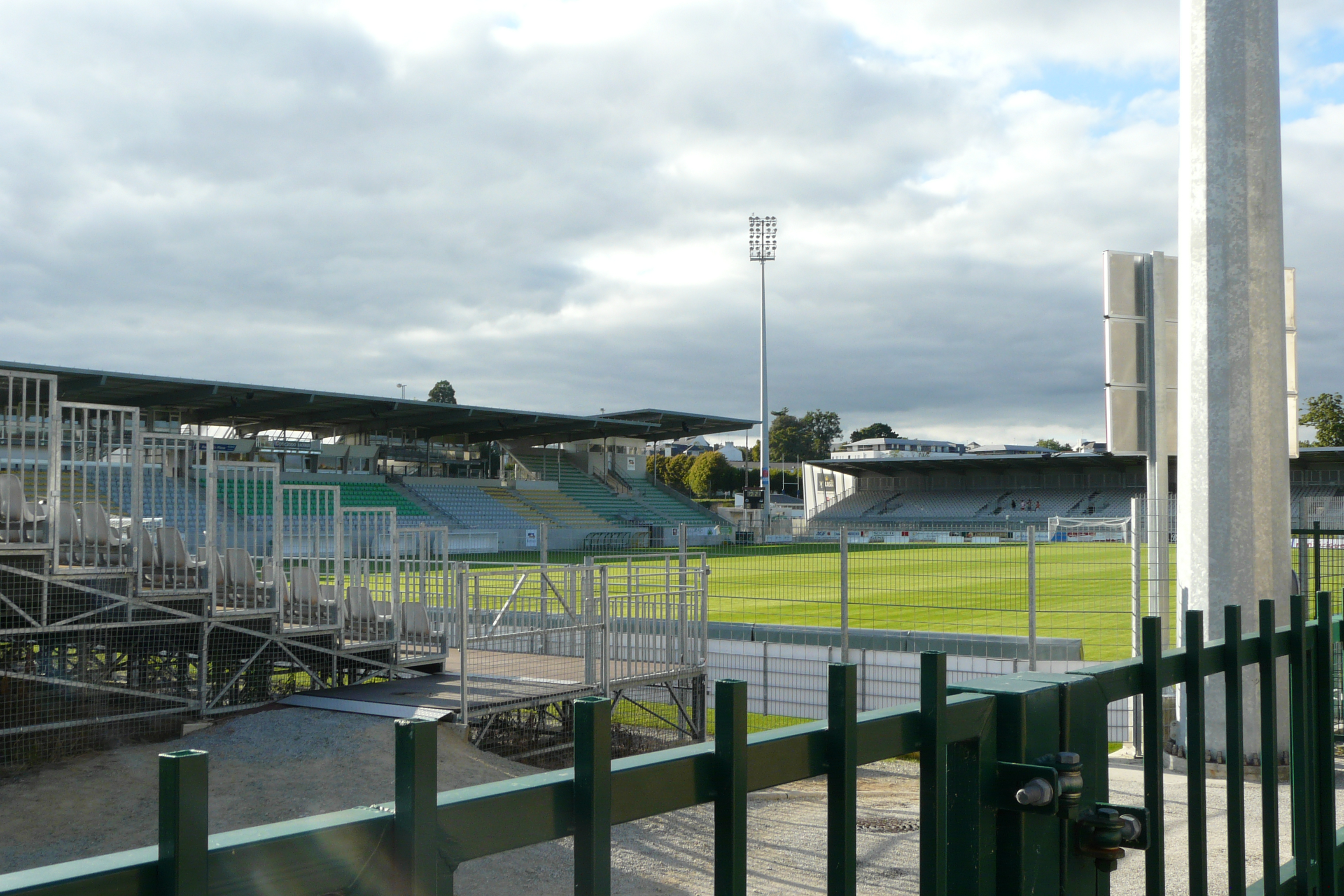
Le Stade de la Rabine à Vannes.

Le RC Vannes a joué son premier match au Stade de la Rabine le 27 avril 2002 face au Stade nantais, en clôture de la saison 2001-2002. Le club évoluait alors en Fédérale 2.
La saison suivante, plusieurs matchs y sont disputés en raison de travaux d’aménagement au stade Jo-Courtel. Le club s’installe définitivement à La Rabine lors de la saison 2016-2017, à l’occasion de sa montée en Pro D2.

## Soutien et image

### Supporters
Début 2017, la première association de supporters du club, affiliée à la Fédération française des supporters du rugby, est créée. Elle prend le nom de « Erminig Glas », qui se traduit par « l'Hermine bleue » en français. Cette association a cessé ses activités à la fin de la saison 2022-2023.
À partir de la saison 2023-2024, c'est l'association « Kerlenn Gwened » qui reprend le flambeau pour soutenir le club.
Les supporters bretons sont reconnus pour leur passion et leur engagement envers leur équipe. Lors de la Nuit du rugby, le RC Vannes termine en 2017 à la troisième marche du podium pour le titre de meilleur public, derrière deux clubs de Top 14. L'année suivante, le club remporte le titre.

### Partenaires, équipementiers et sponsors

#### Partenaires Premium
Les différents partenaires Premium sont :
- Arkea
- Armor Fruits
- BMW
- Groupe D'Aucy
- Eureden
- Groupama
- Intermarché
- Nestenn by Avis Immobilier
- Poule et Toque
- Société bretonne de volailles
- STEF
- Virage Conseil

#### Partenaires institutionnels
Les différents partenaires institutionnels sont :
- Ville de Vannes
- Golfe du Morbihan - Vannes agglomération
- Département du Morbihan
- Région Bretagne

#### Équipementiers
En 2014, le club a annoncé que la marque italienne Kappa devenait le nouvel équipementier officiel. Cependant, en 2020, le Rugby Club Vannes a décidé de changer d'équipementier en optant pour la marque française Le Coq Sportif. Ce partenariat reflète la volonté du club de renforcer son identité en s'associant à une marque emblématique du sport français, reconnue pour sa qualité et ses valeurs en accord avec l'esprit du rugby. Par ailleurs, la marque Ô Rugby est également utilisée pour certains produits spécifiques, tels que les maillots de la compétition Super Seven, les maillots d'entraînement, et les débardeurs.